# Simon Špilak
Simon Špilak (ur. 23 czerwca 1986 w Tišinie) – słoweński kolarz szosowy. Olimpijczyk (2008 i 2016).

## Osiągnięcia
Opracowano na podstawie:

2003
- 1. miejsce w klasyfikacji młodzieżowej Heuvelland Tour
- 1. miejsce w Gran Premio dell’Arno
- 2. miejsce w Tour of Croatia juniorów
  - 1. miejsce na 1. etapie

2004
- 2. miejsce w Wyścigu Pokoju Juniorów
  - 1. miejsce na etapach 3. i 4b
- 1. miejsce w Trofeo Dorigo Porte
- 1. miejsce w Gran Premio dell’Arno
- 1. miejsce w mistrzostwach Słowenii juniorów (start wspólny)
- 1. miejsce w Grand Prix Général Patton
  - 1. miejsce na 1. etapie
- 1. miejsce w mistrzostwach Słowenii juniorów (jazda indywidualna na czas)
- 1. miejsce w Liège-La Gleize
  - 1. miejsce na 1. etapie
- 1. miejsce w Po Stajerski
  - 1. miejsce na 3. etapie
- 3. miejsce w mistrzostwach świata juniorów (start wspólny)

2005
- 1. miejsce w mistrzostwach Słowenii U23 (start wspólny)

2006
- 1. miejsce w Trofej Poreč
- 2. miejsce w mistrzostwach Słowenii juniorów (jazda indywidualna na czas)

2007
- 1. miejsce w La Côte Picarde
- 1. miejsce w klasyfikacji młodzieżowej Tour de Slovénie

2009
- 1. miejsce na 3. etapie Tour de Slovénie

2010
- 1. miejsce w Tour de Romandie
  - 1. miejsce w klasyfikacji młodzieżowej
  - 1. miejsce na 4. etapie
- 3. miejsce w Bayern Rundfahrt

2013
- 1. miejsce w Grand Prix Miguel Indurain
- 2. miejsce w Tour de Romandie
  - 1. miejsce na 4. etapie
- 1. miejsce w Eschborn–Frankfurt

2014
- 2. miejsce w Tour de Romandie
  - 1. miejsce na 3. etapie
- 1. miejsce na 5. etapie Critérium du Dauphiné
- 1. miejsce na 3. etapie Arctic Race of Norway

2015
- 3. miejsce w Paryż-Nicea
- 2. miejsce w Tour de Romandie
- 1. miejsce w Tour de Suisse

2017
- 1. miejsce w Tour de Suisse
  - 1. miejsce na 7. etapie
- 2. miejsce w Pro Ötztaler 5500

## Rankingi
| Rok                | 2008 | 2009 | 2010 | 2011 | 2012 | 2013 | 2014 | 2015 | 2016  | 2017 | 2018 | 2019 |
| ------------------ | ---- | ---- | ---- | ---- | ---- | ---- | ---- | ---- | ----- | ---- | ---- | ---- |
| UCI ProTour        | 94.  |      |      |      |      |      |      |      |       |      |      |      |
| UCI World Calendar |      | -    | 47.  |      |      |      |      |      |       |      |      |      |
| UCI World Tour     |      |      |      | -    | 61.  | 21.  | 29.  | 16.  | 78.   | 55.  | 112. |      |
| World Ranking      |      |      |      |      |      |      |      |      | 176.  | 69.  | 230. | 157. |
| UCI Europe Tour    |      |      |      |      |      |      |      |      | 1294. | 358. | 541. | 129. |
| UCI America Tour   |      |      |      |      |      |      |      |      | 512.  | -    | -    |      |
|                    |      |      |      |      |      |      |      |      |       |      |      |      |
| Źródło: UCI        |      |      |      |      |      |      |      |      |       |      |      |      |